# Marcos Lavín
Marcos Lavín Rodríguez (Madrid, España, 2 de septiembre de 1996), conocido como Marcos Lavín, es un futbolista español que juega  como portero en el USL Dunkerque.

## Trayectoria
Marcos Lavín es un guardameta madrileño, formado en los escalafones inferiores del Real Madrid. Con 19 años abandonó el club blanco para marcharse al Logroñés, equipo en el que militó solo por cinco meses. En verano de 2016, firmó con el Atlético Saguntino, equipo con el que jugó solo dos partidos de Liga y uno de Copa, encajando un total de seis goles.
En verano de 2017, el guardameta firma con el filial del Córdoba C. F. del Grupo IV de Segunda División B. Al final de la temporada 2017-18, no lograría la permanencia con el conjunto cordobés.
Para la temporada 2018-19 se convirtió en jugador de la primera plantilla del Córdoba C. F. en la Liga 123. En la temporada 2019-20 fichó por el Getafe C. F. "B". Para la temporada 2020-21, fichó por el equipo F. C. Voluntari, que milita en la Liga 1 de Rumanía, en el que permanece hasta enero de 2022.
En enero de 2022, se compromete con el Extremadura U. D., pero tras la desaparición del club extremeño, se quedó sin equipo el resto de la temporada. El 22 de julio de 2022, regresó al Atlético Saguntino de la Segunda División RFEF.

## Clubes
| Club                       | País    | Año       |
| -------------------------- | ------- | --------- |
| Real Madrid Juvenil A      | España  | 2015      |
| U. D. Logroñés             | España  | 2016      |
| Atlético Saguntino         | España  | 2016-2017 |
| Córdoba Club de Fútbol "B" | España  | 2017-2018 |
| Córdoba Club de Fútbol     | España  | 2018-2019 |
| Getafe Club de Futbol "B"  | España  | 2019-2020 |
| F. C. Voluntari            | Rumania | 2020-2022 |
| Atlético Saguntino         | España  | 2022-2023 |
| Algeciras Club de Futbol   | España  | 2023-2024 |
| Club Deportivo Lugo        | España  | 2024-2025 |
| USL Dunkerque              | Francia | 2025-     |